# Härksaari
Härksaari är en ö i Finland. Den ligger i sjön Suuri Jukajärvi och i kommunen Ruokolax i den ekonomiska regionen  Imatra ekonomiska region  och landskapet Södra Karelen, i den sydöstra delen av landet, 260 km nordost om huvudstaden Helsingfors. Öns area är 0,7 hektar och dess största längd är 170 meter i sydväst-nordöstlig riktning.